# Hôtel d'Olivary
Ne pas confondre avec l'Hôtel d'Olivari, un autre hôtel d'Aix-en-Provence, situé rue des Bagniers.
L'hôtel d'Olivary (ou d'Olivari), dit aussi hôtel Paradis ou hôtel de Silvacane ou Revest-de-Montvert ou Pignet-Guelton est un hôtel particulier situé au no 10 rue du Quatre-Septembre, à Aix-en-Provence (France).
Cet édifice est inscrit au titre de monument historique depuis 1995. Fait peu usuel à Aix-en-Provence, la protection concerne tout l'hôtel, y compris l'ensemble des décors intérieurs, cheminées, dessus-de-porte, restes de peinture, toiles peintes, papiers peints, ainsi que son jardin, bassin et murs de clôture. Il appartient à la même famille depuis plus de deux siècles.  

## Historique
L'hôtel fut dessiné en 1656 par Jean Daret et construit entre 1657 et 1660 pour Claude Paradis, riche marchand tapissier aixois, familier de Pierre Maurel de Pontevès. Il passera ensuite entre les mains d'Honoré de Figuière, auditeur à la Cour des Comptes, puis entre celles de deux avocats, les frères Silvecane, qui le revendirent en 1695 au conseiller du Parlement de Provence Pierre de Revest, seigneur de Montvert. Un demi-siècle plus tard, il était acquis par Jean-Baptiste de Pignet-Guelton, seigneur de Saint Martin de Castillon près d'Apt. En 1803, les hoirs Porte, qui tenaient la bâtisse depuis la vente aux enchères en 1797 liée à la mort de Marc du Pignet-Guelton, vendent l'hôtel au Marquis d'Olivari (ou d'Olivary). Il est à présent détenu par la famille de Welle, descendant des d'Olivary et des Chenerilles depuis plus de deux siècles,,.

## Architecture et décors intérieurs
L'entrée principale donne sur un vaste escalier avec une rampe en fer forgé de style Régence. 
Le rez-de-chaussée compte trois salons en enfilade "à la française" décorés de tableaux, de gypseries et de tentures murales en soierie lyonnaise de style Régence. Le premier étage abrite d'exceptionnelles gypseries dont un boudoir octogonal et un boudoir chinois, ainsi que des grisailles du peintre du roi Jean Daret classées au titre des Monuments Historiques. Son jardin, l'un des plus grands du Quartier Mazarin, a conservé intact son tracé du XVIIIe siècle et des arbres séculaires. 

## Informations complémentaires
Une étude complète de l'hôtel et de la famille d'Olivary a été publiée par Alexandre Mahue en 2015 : "Un hôtel particulier du Grand Siècle à Aix-en-Provence, l'hôtel d'Olivary", Collections Architectures et Décors des Grandes demeures de France, 2015, 240 pages. 